# NHL 2000/01
Die NHL-Saison 2000/01 war die 84. Spielzeit in der National Hockey League. 30 Teams spielten jeweils 82 Spiele. Den Stanley Cup gewannen die Colorado Avalanche nach einem 4:3-Erfolg in der Finalserie gegen die New Jersey Devils. Als erstes Team seit den Montreal Canadiens 1971 konnten die Avalanche einen 2:3-Rückstand in einer Finalserie noch drehen.
Wie bereits zum Beginn der Saison 1997/98 und 1998/99 fand der Saisonstart in Japan statt. Die Pittsburgh Penguins trafen in der Nähe von Tokio auf die Nashville Predators. Mit den neu aufgenommenen Franchises Columbus Blue Jackets und Minnesota Wild bestand jede Division aus fünf Mannschaften.

## Reguläre Saison

### Abschlusstabellen
Abkürzungen: GP = Spiele, W = Siege, L = Niederlagen, T = Unentschieden nach Overtime, OTL = Niederlage nach Overtime, GF = Erzielte Tore, GA = Gegentore, Pts = Punkte

Erläuterungen: In Klammern befindet sich die Platzierung innerhalb der Conference;       = Playoff-Qualifikation ,       = Divisions-Sieger,       = Conference-Sieger,       = Presidents’-Trophy-Gewinner

#### Eastern Conference
| Atlantic Division       | GP | W  | L  | T  | OTL | GF  | GA  | Pts |
| ----------------------- | -- | -- | -- | -- | --- | --- | --- | --- |
| New Jersey Devils (1)   | 82 | 48 | 19 | 12 | 3   | 295 | 195 | 111 |
| Philadelphia Flyers (3) | 82 | 43 | 25 | 11 | 3   | 240 | 207 | 100 |
| Pittsburgh Penguins (5) | 82 | 42 | 28 | 9  | 3   | 281 | 256 | 96  |
| New York Rangers (10)   | 82 | 33 | 43 | 5  | 1   | 250 | 290 | 72  |
| New York Islanders (15) | 82 | 21 | 51 | 7  | 3   | 185 | 268 | 52  |

| Northeast Division      | GP | W  | L  | T  | OTL | GF  | GA  | Pts |
| ----------------------- | -- | -- | -- | -- | --- | --- | --- | --- |
| Ottawa Senators (2)     | 82 | 48 | 21 | 9  | 4   | 274 | 205 | 109 |
| Buffalo Sabres (4)      | 82 | 46 | 30 | 5  | 1   | 218 | 184 | 98  |
| Toronto Maple Leafs (7) | 82 | 37 | 29 | 11 | 5   | 232 | 207 | 90  |
| Boston Bruins (9)       | 82 | 36 | 30 | 8  | 8   | 227 | 249 | 88  |
| Montréal Canadiens (11) | 82 | 28 | 40 | 8  | 6   | 206 | 232 | 70  |

| Southeast Division       | GP | W  | L  | T  | OTL | GF  | GA  | Pts |
| ------------------------ | -- | -- | -- | -- | --- | --- | --- | --- |
| Washington Capitals (6)  | 82 | 41 | 27 | 10 | 4   | 233 | 211 | 96  |
| Carolina Hurricanes (8)  | 82 | 38 | 32 | 9  | 3   | 212 | 225 | 88  |
| Florida Panthers (12)    | 82 | 22 | 38 | 13 | 9   | 200 | 246 | 66  |
| Atlanta Thrashers (13)   | 82 | 23 | 45 | 12 | 2   | 211 | 289 | 60  |
| Tampa Bay Lightning (14) | 82 | 24 | 47 | 6  | 5   | 201 | 280 | 59  |

#### Western Conference
| Central Division           | GP | W  | L  | T  | OTL | GF  | GA  | Pts |
| -------------------------- | -- | -- | -- | -- | --- | --- | --- | --- |
| Detroit Red Wings (2)      | 82 | 49 | 20 | 9  | 4   | 253 | 202 | 111 |
| St. Louis Blues (4)        | 82 | 43 | 22 | 12 | 5   | 249 | 195 | 103 |
| Nashville Predators (10)   | 82 | 34 | 36 | 9  | 3   | 186 | 200 | 80  |
| Chicago Blackhawks (12)    | 82 | 29 | 40 | 8  | 5   | 210 | 246 | 71  |
| Columbus Blue Jackets (13) | 82 | 28 | 39 | 9  | 6   | 190 | 233 | 71  |

| Northwest Division     | GP | W  | L  | T  | OTL | GF  | GA  | Pts |
| ---------------------- | -- | -- | -- | -- | --- | --- | --- | --- |
| Colorado Avalanche (1) | 82 | 52 | 16 | 10 | 4   | 270 | 192 | 118 |
| Edmonton Oilers (6)    | 82 | 39 | 28 | 12 | 3   | 243 | 222 | 93  |
| Vancouver Canucks (8)  | 82 | 36 | 28 | 11 | 7   | 239 | 238 | 90  |
| Calgary Flames (11)    | 82 | 27 | 36 | 15 | 4   | 197 | 236 | 73  |
| Minnesota Wild (14)    | 82 | 25 | 39 | 13 | 5   | 168 | 210 | 68  |

| Pacific Division             | GP | W  | L  | T  | OTL | GF  | GA  | Pts |
| ---------------------------- | -- | -- | -- | -- | --- | --- | --- | --- |
| Dallas Stars (3)             | 82 | 48 | 24 | 8  | 2   | 241 | 187 | 106 |
| San Jose Sharks (5)          | 82 | 40 | 27 | 12 | 3   | 217 | 192 | 95  |
| Los Angeles Kings (7)        | 82 | 38 | 28 | 13 | 3   | 252 | 228 | 92  |
| Phoenix Coyotes (9)          | 82 | 35 | 27 | 17 | 3   | 214 | 212 | 90  |
| Mighty Ducks of Anaheim (15) | 82 | 25 | 41 | 11 | 5   | 188 | 245 | 66  |

### Beste Scorer
Neben Jaromír Jágr, der mit 121 Punkten bester Scorer war, gelangen auch Adam Oates 69 Vorlagen. Pawel Bure war erneut bester Torjäger, mit 59 Treffern, mit 384 gab er wie in der Vorsaison auch die meisten Schüsse ab. Peter Bondra erzielte 22 Treffer in Überzahl, während Steve Sullivan mit acht Treffern in Unterzahl in dieser Saison die Bestmarke aufstellte. 21 Prozent der Schüsse von Gary Roberts trafen ins Tor. Joe Sakic und Patrik Eliáš führten mit +45 die Plus/Minus-Wertung an. Matthew Barnaby war mit 265 Strafminuten der böse Bube. 21 Tore, 58 Vorlagen und 79 Punkte von Brian Leetch waren Bestleistungen für Verteidiger.
Abkürzungen: GP = Spiele, G = Tore, A = Assists, Pts = Punkte, +/- = Plus/Minus, PIM = Strafminuten; Fett: Saisonbestwert
| Spieler         | Team        | GP | G  | A  | Pts | +/- | PIM |
| --------------- | ----------- | -- | -- | -- | --- | --- | --- |
| Jaromír Jágr    | Pittsburgh  | 81 | 52 | 69 | 121 | +19 | 42  |
| Joe Sakic       | Colorado    | 82 | 54 | 64 | 118 | +45 | 30  |
| Patrik Eliáš    | New Jersey  | 82 | 40 | 56 | 96  | +45 | 51  |
| Alexei Kowaljow | Pittsburgh  | 79 | 44 | 51 | 95  | +12 | 96  |
| Jason Allison   | Boston      | 82 | 36 | 59 | 95  | −8  | 85  |
| Martin Straka   | Pittsburgh  | 82 | 27 | 68 | 95  | +19 | 38  |
| Pawel Bure      | Florida     | 82 | 59 | 33 | 92  | −2  | 58  |
| Doug Weight     | Edmonton    | 82 | 25 | 65 | 90  | +12 | 91  |
| Žigmund Pálffy  | Los Angeles | 73 | 38 | 51 | 89  | +22 | 20  |
| Peter Forsberg  | Colorado    | 73 | 27 | 62 | 89  | +23 | 54  |

### Beste Torhüter
Abkürzungen: GP = Spiele, TOI = Eiszeit (in Minuten), W = Siege, L = Niederlagen, T = Unentschieden, GA = Gegentore, SO = Shutouts, Sv% = gehaltene Schüsse (in %), GAA = Gegentorschnitt; Fett: Saisonbestwert
| Spieler         | Team         | GP | TOI  | W  | L  | T | GA  | SO | Sv%   | GAA  |
| --------------- | ------------ | -- | ---- | -- | -- | - | --- | -- | ----- | ---- |
| Marty Turco     | Dallas       | 26 | 1266 | 13 | 6  | 1 | 40  | 3  | 0,925 | 1,90 |
| Roman Čechmánek | Philadelphia | 59 | 3431 | 35 | 15 | 6 | 115 | 6  | 0,921 | 2,01 |
| Manny Legace    | Detroit      | 39 | 2136 | 24 | 5  | 5 | 73  | 2  | 0,920 | 2,05 |
| Dominik Hašek   | Buffalo      | 67 | 3940 | 37 | 24 | 4 | 137 | 11 | 0,921 | 2,11 |
| Brent Johnson   | St. Louis    | 31 | 1744 | 19 | 9  | 2 | 63  | 4  | 0,907 | 2,17 |

### Beste Rookiescorer
Bei Toren, Vorlagen und Punkten führte Brad Richards die Bestenlisten für Rookies an. Colin White führte die Plus/Minus-Wertung mit +32 an. Respekt verschaffte sich Dale Purinton, der in seiner ersten Saison 180 Strafminuten absitzen musste.
Abkürzungen: GP = Spiele, G = Tore, A = Assists, Pts = Punkte, +/- = Plus/Minus, PIM = Strafminuten
| Spieler           | Team        | GP | G  | A  | Pts | +/- | PIM |
| ----------------- | ----------- | -- | -- | -- | --- | --- | --- |
| Brad Richards     | Tampa Bay   | 82 | 21 | 41 | 62  | −10 | 14  |
| Shane Willis      | Carolina    | 73 | 20 | 24 | 44  | −6  | 45  |
| Martin Havlát     | Ottawa      | 73 | 19 | 23 | 42  | +8  | 20  |
| Ľubomír Višňovský | Los Angeles | 81 | 4  | 32 | 39  | +16 | 36  |
| Marián Gáborík    | Minnesota   | 73 | 18 | 18 | 36  | −6  | 32  |

## Stanley-Cup-Playoffs
|  | Conference-Viertelfinale                              | Conference-Viertelfinale | Conference-Viertelfinale |                    | Conference-Halbfinale | Conference-Halbfinale | Conference-Halbfinale |                   |                    | Conference-Finale | Conference-Finale | Conference-Finale |  |  | Stanley-Cup-Finale | Stanley-Cup-Finale | Stanley-Cup-Finale |
|  |                                                       |                          |                          |                    |                       |                       |                       |                   |                    |                   |                   |                   |  |  |                    |                    |                    |
|  | 1                                                     | New Jersey Devils        | 4                        |                    | 1                     | New Jersey Devils     | 4                     |                   |                    |                   |                   |                   |  |  |                    |                    |                    |
|  | 8                                                     | Carolina Hurricanes      | 2                        | 7                  | Toronto Maple Leafs   | 3                     |                       |                   |                    |                   |                   |                   |  |  |                    |                    |                    |
|  |                                                       |                          |                          |                    |                       |                       |                       |                   |                    |                   |                   |                   |  |  |                    |                    |                    |
|  | 2                                                     | Ottawa Senators          | 0                        | Eastern Conference | Eastern Conference    | Eastern Conference    |                       |                   |                    |                   |                   |                   |  |  |                    |                    |                    |
|  | 2                                                     | Ottawa Senators          | 0                        | Eastern Conference | Eastern Conference    | Eastern Conference    |                       |                   |                    |                   |                   |                   |  |  |                    |                    |                    |
|  | 7                                                     | Toronto Maple Leafs      | 4                        |                    |                       |                       |                       |                   |                    |                   |                   |                   |  |  |                    |                    |                    |
|  | 7                                                     | Toronto Maple Leafs      | 4                        | 1                  | New Jersey Devils     | 4                     |                       |                   |                    |                   |                   |                   |  |  |                    |                    |                    |
|  |                                                       |                          |                          | 1                  | New Jersey Devils     | 4                     |                       |                   |                    |                   |                   |                   |  |  |                    |                    |                    |
|  |                                                       | 6                        | Pittsburgh Penguins      | 1                  |                       |                       |                       |                   |                    |                   |                   |                   |  |  |                    |                    |                    |
|  | 3                                                     | 6                        | Pittsburgh Penguins      | 1                  | Washington Capitals   | 2                     |                       |                   |                    |                   |                   |                   |  |  |                    |                    |                    |
|  | 3                                                     |                          |                          |                    | Washington Capitals   | 2                     |                       |                   |                    |                   |                   |                   |  |  |                    |                    |                    |
|  | 6                                                     | Pittsburgh Penguins      | 4                        |                    |                       |                       |                       |                   |                    |                   |                   |                   |  |  |                    |                    |                    |
|  | 6                                                     | Pittsburgh Penguins      | 4                        |                    |                       |                       |                       |                   |                    |                   |                   |                   |  |  |                    |                    |                    |
|  |                                                       |                          |                          |                    |                       |                       |                       |                   |                    |                   |                   |                   |  |  |                    |                    |                    |
|  | 4                                                     | Philadelphia Flyers      | 2                        | 5                  | Buffalo Sabres        | 3                     |                       |                   |                    |                   |                   |                   |  |  |                    |                    |                    |
|  | 4                                                     | Philadelphia Flyers      | 2                        | 5                  | Buffalo Sabres        | 3                     |                       |                   |                    |                   |                   |                   |  |  |                    |                    |                    |
|  | 5                                                     | Buffalo Sabres           | 4                        | 6                  | Pittsburgh Penguins   | 4                     |                       |                   |                    |                   |                   |                   |  |  |                    |                    |                    |
|  | 5                                                     | Buffalo Sabres           | 4                        | 6                  | Pittsburgh Penguins   | 4                     | E1                    | New Jersey Devils | 3                  |                   |                   |                   |  |  |                    |                    |                    |
|  | (Die Teams werden nach der ersten Runde neu gesetzt.) |                          |                          |                    |                       |                       | E1                    | New Jersey Devils | 3                  |                   |                   |                   |  |  |                    |                    |                    |
|  |                                                       | W1                       | Colorado Avalanche       | 4                  |                       |                       |                       |                   |                    |                   |                   |                   |  |  |                    |                    |                    |
|  | 1                                                     | W1                       | Colorado Avalanche       | 4                  | Colorado Avalanche    | 4                     |                       | 1                 | Colorado Avalanche | 4                 |                   |                   |  |  |                    |                    |                    |
|  | 1                                                     |                          |                          |                    | Colorado Avalanche    | 4                     |                       | 1                 | Colorado Avalanche | 4                 |                   |                   |  |  |                    |                    |                    |
|  | 8                                                     | Vancouver Canucks        | 0                        | 7                  | Los Angeles Kings     | 3                     |                       |                   |                    |                   |                   |                   |  |  |                    |                    |                    |
|  | 8                                                     | Vancouver Canucks        | 0                        | 7                  | Los Angeles Kings     | 3                     |                       |                   |                    |                   |                   |                   |  |  |                    |                    |                    |
|  |                                                       |                          |                          |                    |                       |                       |                       |                   |                    |                   |                   |                   |  |  |                    |                    |                    |
|  | 2                                                     | Detroit Red Wings        | 2                        |                    |                       |                       |                       |                   |                    |                   |                   |                   |  |  |                    |                    |                    |
|  | 2                                                     | Detroit Red Wings        | 2                        |                    |                       |                       |                       |                   |                    |                   |                   |                   |  |  |                    |                    |                    |
|  | 7                                                     | Los Angeles Kings        | 4                        |                    |                       |                       |                       |                   |                    |                   |                   |                   |  |  |                    |                    |                    |
|  | 7                                                     | Los Angeles Kings        | 4                        | 1                  | Colorado Avalanche    | 4                     |                       |                   |                    |                   |                   |                   |  |  |                    |                    |                    |
|  |                                                       |                          |                          | 1                  | Colorado Avalanche    | 4                     |                       |                   |                    |                   |                   |                   |  |  |                    |                    |                    |
|  |                                                       | 4                        | St. Louis Blues          | 1                  |                       |                       |                       |                   |                    |                   |                   |                   |  |  |                    |                    |                    |
|  | 3                                                     | 4                        | St. Louis Blues          | 1                  | Dallas Stars          | 4                     |                       |                   |                    |                   |                   |                   |  |  |                    |                    |                    |
|  | 3                                                     |                          |                          |                    | Dallas Stars          | 4                     |                       |                   |                    |                   |                   |                   |  |  |                    |                    |                    |
|  | 6                                                     | Edmonton Oilers          | 2                        | Western Conference | Western Conference    | Western Conference    |                       |                   |                    |                   |                   |                   |  |  |                    |                    |                    |
|  | 6                                                     | Edmonton Oilers          | 2                        | Western Conference | Western Conference    | Western Conference    |                       |                   |                    |                   |                   |                   |  |  |                    |                    |                    |
|  |                                                       |                          |                          |                    |                       |                       |                       |                   |                    |                   |                   |                   |  |  |                    |                    |                    |
|  | 4                                                     | St. Louis Blues          | 4                        | 3                  | Dallas Stars          | 0                     |                       |                   |                    |                   |                   |                   |  |  |                    |                    |                    |
|  | 5                                                     | San Jose Sharks          | 2                        | 4                  | St. Louis Blues       | 4                     |                       |                   |                    |                   |                   |                   |  |  |                    |                    |                    |

## NHL Awards und vergebene Trophäen

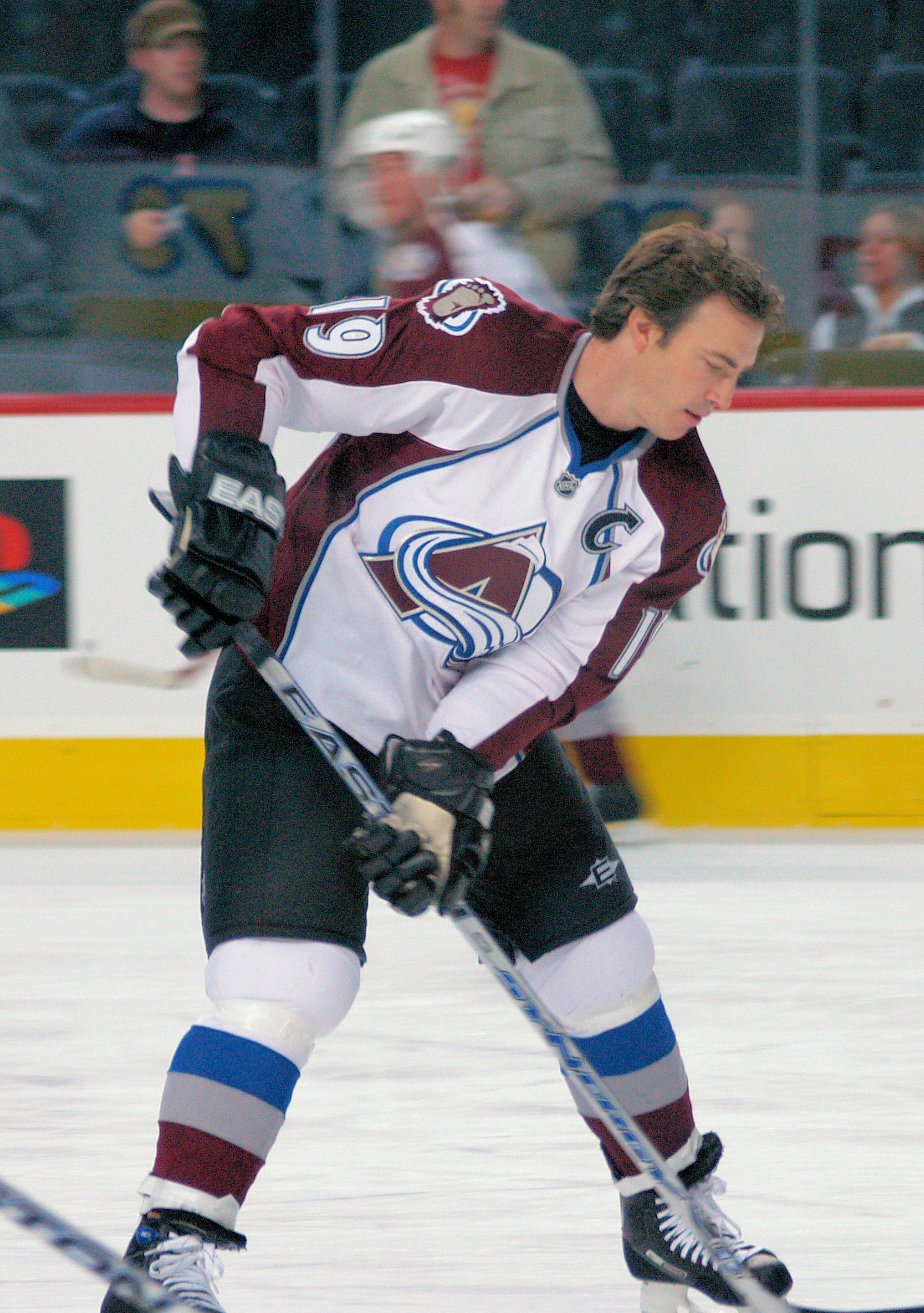
Joe Sakic mit vier Trophäen der erfolgreichste Spieler der Saison

- Hauptartikel: NHL Awards 2001

| Auszeichnung                     | Spieler                   | Team                                 |
| -------------------------------- | ------------------------- | ------------------------------------ |
| Art Ross Trophy:                 | Jaromír Jágr              | Pittsburgh Penguins                  |
| Bill Masterton Memorial Trophy:  | Adam Graves               | New York Rangers                     |
| Calder Memorial Trophy:          | Jewgeni Nabokow           | San Jose Sharks                      |
| Frank J. Selke Trophy:           | John Madden               | New Jersey Devils                    |
| Hart Memorial Trophy:            | Joe Sakic                 | Colorado Avalanche                   |
| Jack Adams Award:                | Bill Barber               | Philadelphia Flyers                  |
| James Norris Memorial Trophy:    | Nicklas Lidström          | Detroit Red Wings                    |
| King Clancy Memorial Trophy:     | Shjon Podein              | Colorado Avalanche                   |
| Lady Byng Memorial Trophy:       | Joe Sakic                 | Colorado Avalanche                   |
| Lester B. Pearson Award:         | Joe Sakic                 | Colorado Avalanche                   |
| Maurice 'Rocket' Richard Trophy: | Pawel Bure                | Florida Panthers                     |
| NHL Plus/Minus Award:            | Joe Sakic Patrik Eliáš    | Colorado Avalanche New Jersey Devils |
| Vezina Trophy:                   | Dominik Hašek             | Buffalo Sabres                       |
| William M. Jennings Trophy:      | Dominik Hašek             | Buffalo Sabres                       |
| Presidents’ Trophy               | Presidents’ Trophy        | Colorado Avalanche                   |
| Prince of Wales Trophy           | Prince of Wales Trophy    | New Jersey Devils                    |
| Clarence S. Campbell Bowl        | Clarence S. Campbell Bowl | Colorado Avalanche                   |
| Stanley Cup                      | Stanley Cup               | Colorado Avalanche                   |

### NHL All-Star Teams

#### NHL First All-Star Team

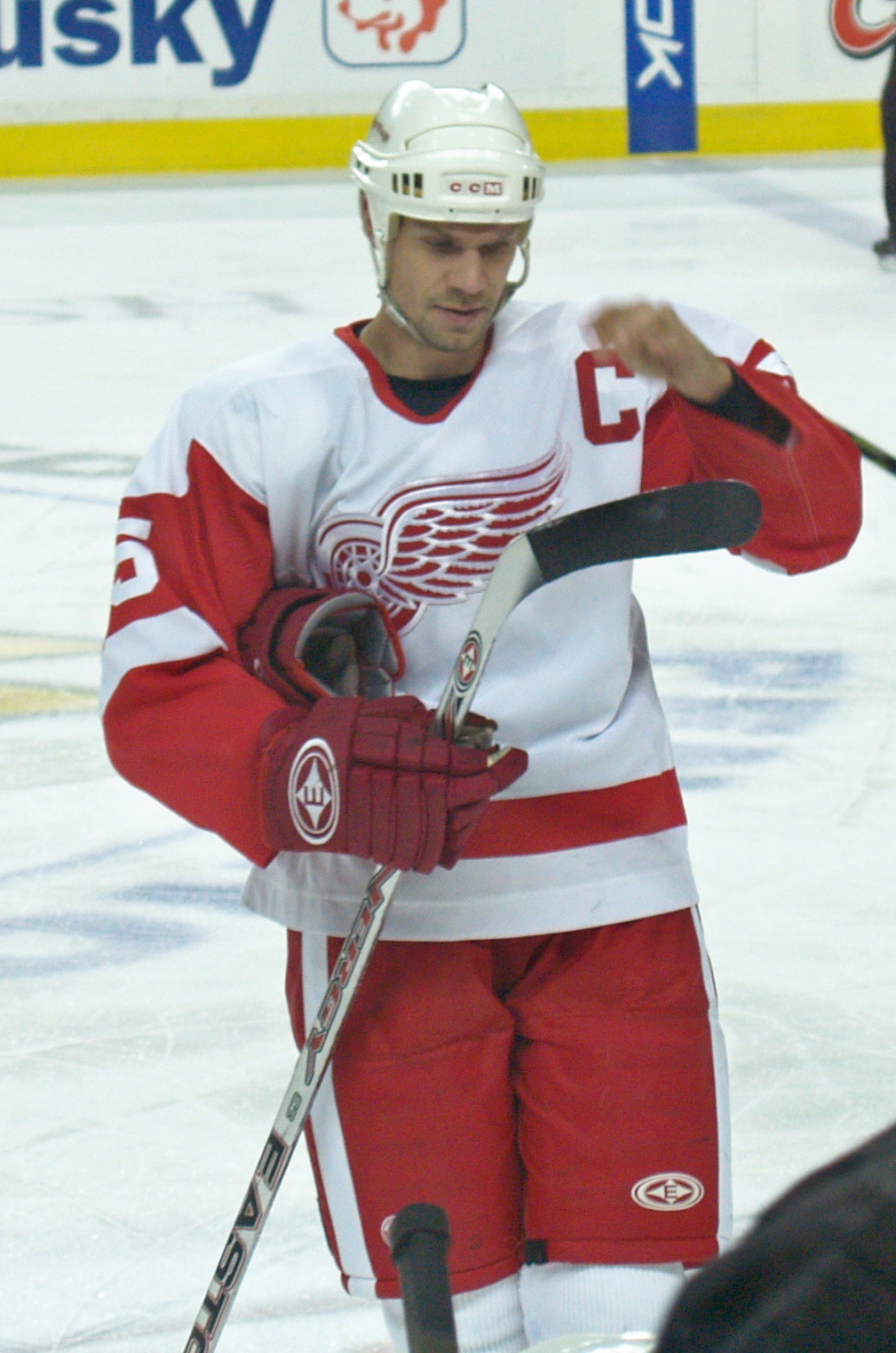
Nicklas Lidström zum vierten Mal in Folge ins First All-Star Team gewählt

Abkürzungen: GP = Spiele, G = Tore, A = Assists, Pts = Punkte, W = Siege, SO = Shutouts, GAA = Gegentorschnitt
| Spieler          | Position      | Team                | GP | G  | A  | Pts |
| ---------------- | ------------- | ------------------- | -- | -- | -- | --- |
| Joe Sakic        | Center        | Colorado Avalanche  | 82 | 54 | 64 | 118 |
| Patrik Eliáš     | Flügelstürmer | New Jersey Devils   | 82 | 40 | 56 | 96  |
| Jaromír Jágr     | Flügelstürmer | Pittsburgh Penguins | 81 | 52 | 69 | 121 |
| Nicklas Lidström | Verteidiger   | Detroit Red Wings   | 82 | 15 | 56 | 71  |
| Ray Bourque      | Verteidiger   | Colorado Avalanche  | 80 | 7  | 52 | 59  |

| Spieler       | Position | Team           | GP | W  | SO | GAA  |
| ------------- | -------- | -------------- | -- | -- | -- | ---- |
| Dominik Hašek | Torhüter | Buffalo Sabres | 67 | 37 | 11 | 2,11 |

#### NHL Second All-Star Team

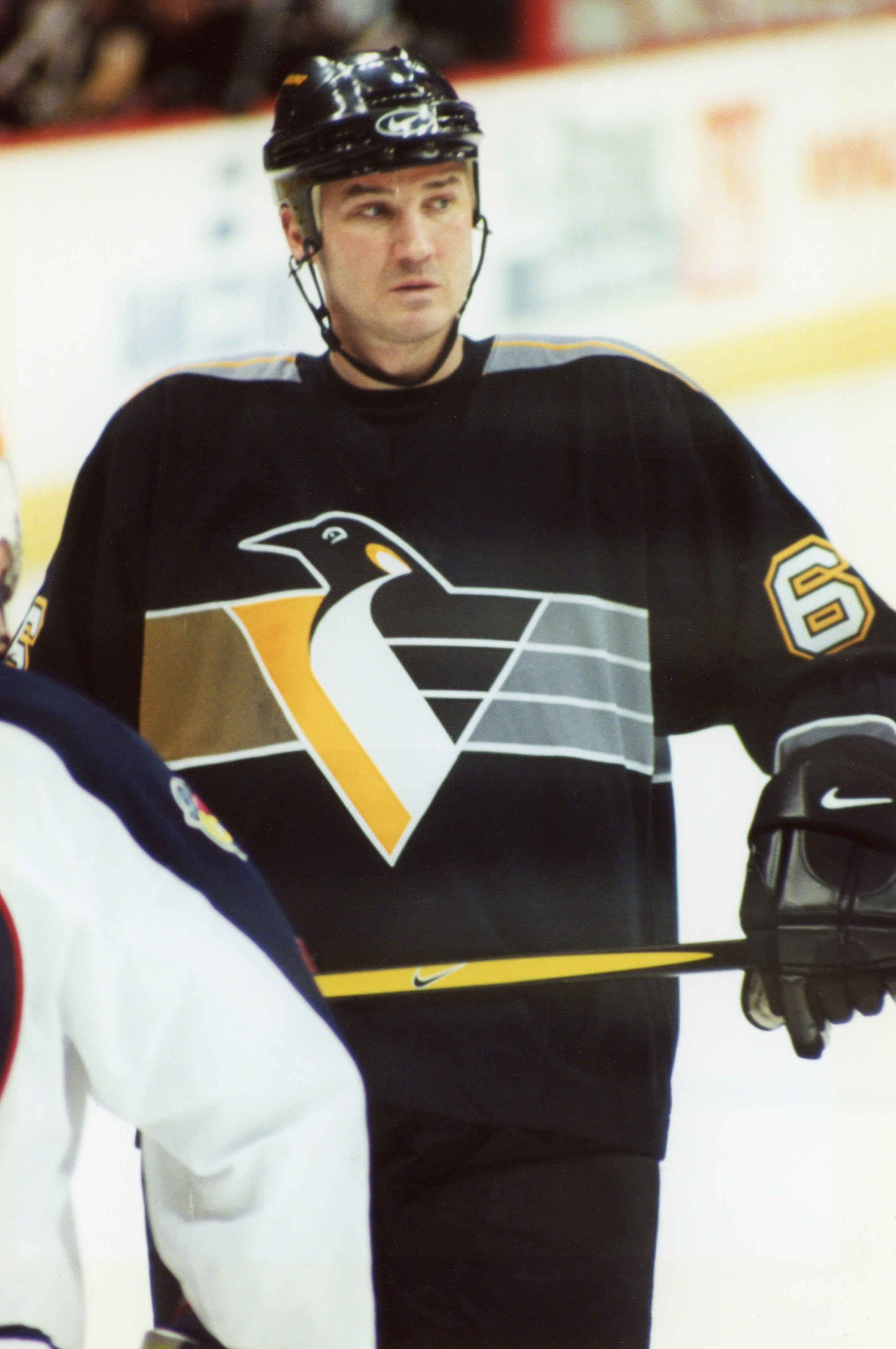
Zum letzten Mal in einem All-Star Team stand Mario Lemieux

Abkürzungen: GP = Spiele, G = Tore, A = Assists, Pts = Punkte, W = Siege, SO = Shutouts, GAA = Gegentorschnitt
| Spieler        | Position      | Team                                 | GP | G  | A  | Pts |
| -------------- | ------------- | ------------------------------------ | -- | -- | -- | --- |
| Mario Lemieux  | Center        | Pittsburgh Penguins                  | 43 | 35 | 41 | 76  |
| Luc Robitaille | Flügelstürmer | Los Angeles Kings                    | 82 | 37 | 51 | 88  |
| Pawel Bure     | Flügelstürmer | Florida Panthers                     | 82 | 59 | 33 | 92  |
| Rob Blake      | Verteidiger   | Los Angeles Kings/Colorado Avalanche | 67 | 19 | 40 | 59  |
| Scott Stevens  | Verteidiger   | New Jersey Devils                    | 81 | 9  | 22 | 31  |

| Spieler         | Position | Team                | GP | W  | SO | GAA  |
| --------------- | -------- | ------------------- | -- | -- | -- | ---- |
| Roman Čechmánek | Torhüter | Philadelphia Flyers | 59 | 35 | 6  | 2,01 |

#### NHL All-Rookie Team
Im All-Rookie Team waren gleich jeweils zwei Spieler der New Jersey Devils und Philadelphia Flyers vertreten.

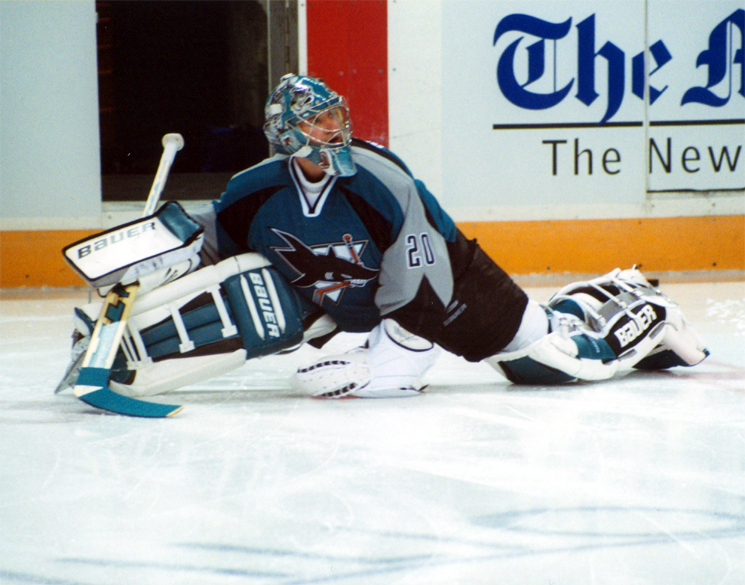
Jewgeni Nabokow wurde für das Tor nominiert.

Abkürzungen: GP = Spiele, G = Tore, A = Assists, Pts = Punkte, W = Siege, SO = Shutouts, GAA = Gegentorschnitt
| Spieler           | Position    | Team                | GP | G  | A  | Pts |
| ----------------- | ----------- | ------------------- | -- | -- | -- | --- |
| Martin Havlát     | Stürmer     | Ottawa Senators     | 73 | 19 | 23 | 42  |
| Brad Richards     | Stürmer     | Tampa Bay Lightning | 82 | 21 | 41 | 62  |
| Shane Willis      | Stürmer     | Carolina Hurricanes | 73 | 20 | 24 | 44  |
| Ľubomír Višňovský | Verteidiger | Los Angeles Kings   | 81 | 7  | 32 | 39  |
| Colin White       | Verteidiger | New Jersey Devils   | 82 | 1  | 19 | 20  |

| Spieler         | Position | Team            | GP | W  | SO | GAA  |
| --------------- | -------- | --------------- | -- | -- | -- | ---- |
| Jewgeni Nabokow | Torhüter | San Jose Sharks | 66 | 32 | 6  | 2,19 |